# Сабріна — юна відьма (телесеріал)
«Сабріна — юна відьма» (англ. Sabrina, the Teenage Witch) — американський фентезійний ситком для підліткової аудиторії, що вперше демонструвався з 1996 по 2003 рік. Заснований на серії однойменних коміксів.
Серіал описує пригоди дівчини Сабріни, яка успадкувала магічні здібності і повинна поєднувати чаклування з повсякденними справами, що призводить до численних комедійних ситуацій.
Неофіційним приквелом серіалу слугує однойменний фільм 1996 року.

## Сюжет
Звичайна дівчина Сабріна Спеллман в день свого 16-иріччя довідується, що вона відьма. Її тітки, з якими живе Сабріна, теж відьми, а кіт Салем виявляється перетвореним на тварину чаклуном. Тітки Гільда та Зельда починають вчити Сабріну користуватися магією. Проте Сабріна ще не знає всіх правил відьомського життя, тому постійно вплутується у всілякі кумедні пригоди.
Серіал містить численні посилання на поп-культуру, а також криптоісторичні пояснення відомих подій з елементи наукової фантастики. Сюжети часто епізодичні, але деякі сезони містять постійні сюжетні арки.

## Сезони
| Сезон  | Епізоди | Епізоди | Оригінальний показ | Оригінальний показ | Оригінальний показ | Рейтинг | Глядачі (млн) |
| Сезон  | Епізоди | Епізоди | Перший показ       | Останній показ     | Мережа             | Рейтинг | Глядачі (млн) |
| ------ | ------- | ------- | ------------------ | ------------------ | ------------------ | ------- | ------------- |
| 1      | 24      | 24      | 27 вересня 1996    | 16 травня 1997     | ABC                | 41      | 9.3[джерело?] |
| 2      | 26      | 26      | 26 вересня 1997    | 15 травня 1998     | ABC                | 41      | 12.5          |
| 3      | 25      | 25      | 25 вересня 1998    | 21 травня 1999     | ABC                | 41      | 12.2          |
| 4      | 22      | 22      | 24 вересня 1999    | 5 травня 2000      | ABC                | 57      | 10.2          |
| 5      | 22      | 22      | 22 вересня 2000    | 18 травня 2001     | The WB             | 124     | 3.8           |
| 6      | 22      | 22      | 5 жовтня 2001      | 10 травня 2002     | The WB             | 140     | 3.1           |
| 7      | 22      | 22      | 20 вересня 2002    | 24 квітня 2003     | The WB             | 146     | 3.0           |
| Фільми | Фільми  | Фільми  | 7 квітня 1996      | 26 вересня 1999    | Showtime ABC       | Н/Д     | Н/Д           |

## Режисери
- Гарі Голворсон
- Гейл Манкузо
- Тібор Такач
- Енсон Вільямс
- Генрі Вінклер

## У ролях
- Меліса Джоан Гарт — Сабріна Спеллман, на початку серіалу — 16-ирічна школярка і юна відьма.
- Керолайн Реа — Гільда Спеллман, тітка Сабріни, молодша сестра Зельди.
- Бет Бродерік — Зельда Спеллман, тітка Сабріни, старша сестра Гільди.
- Нік Бакей — Салем Сейбергаґен, чаклун, перетворений на кота за спробу захопити світ.
- Нейт Річерт — Гарві Кінкл, хлопець Сабріни.
- Мішель Бодуан — Дженні Келлі, найкраща подруга Сабріни в першому сезоні.
- Ліндсей Слоун — Валері Біркгед, найкраща подруга Сабріни в другому та третьому сезонах.
- Дженна Лі Грін — Ліббі Чесслер, головна суперниця Сабріни у школі, багата й пихата дівчина.

## Українське закадрове озвучення
Перше україномовне озвучення виконав «Новий канал», де серіал транслювався в 2007 році.
Українською мовою серіал також озвучено студією «Так Треба Продакшн» у 2012 році. Ролі озвучували: Володимир та Дмитро Терещуки, Олена Бліннікова і Катерина Буцька.

## Пов'язані фільми
- Сабріна — юна відьма (1996)
- Сабріна їде до Риму (1998)
- Сабріна під водою (1999)

## Сприйняття
Згідно зі Screen Rant, успіх «Сабріни» зумовлений жвавими стосунками в родині Спеллманів, подвійному життю Сабріни, де поєднуються чаклунство та звичайні підліткові справи, зростанням магічних сил героїні; проте серіал лишається при цьому «легковажним і веселим шоу, яке часто буває дурним у своєму комедійному стилі».
Як пише CBR, «Сабріна — юна відьма» є не першою адаптацією коміксів (в 1970 виходив анімаційний серіал, а в 1996 повнометражний фільм), але саме цей серіал став найпопулярнішою частиною франшизи.